# Los Reyes de Salgado
Los Reyes de Salgado – miasto w Meksyku, w stanie Michoacán.